# イザベル・ド・ボーヴォー
イザベル・ド・ボーヴォー（フランス語：Isabelle de Beauvau）又はイザボー・ド・ボーヴォー（Isabeau de Beauvau, 1436年頃 - 1475年）は、ヴァロワ朝時代フランスの貴族女性。シャンピニー及びラ・ロッシュ＝シュル＝ヨンの領主。王家の連枝の1人ヴァンドーム伯ジャン8世に嫁いだ。

## 生涯
ナポリ王ルネ・ダンジューの重臣ルイ・ド・ボーヴォーとその最初の妻でロレーヌ公国貴族出身のマルグリット・ド・シャンブレーの間の娘。ルネ・ダンジューはロレーヌ公位継承問題で自身の立場を有利にするのに苦心しており、ロレーヌの貴族層との良好な関係を演出すべく、詩人アラン・シャルティエがオルレアン公爵夫人に献呈した詩集の詩の中に、自分の家族に加えてボーヴォーの妻と娘イザベルを登場させている。
1454年11月9日アンジェにて、ヴァンドーム伯ジャン8世と結婚。間に8子をもうけた。
- ジャンヌ（1460年 - 1487年） - 1477年シャルトル伯ルイ・ド・ジョワユーズと結婚
- カトリーヌ（1461年 - 1525年） - 1484年リムーザンのセネシャル、ジルベール・ド・シャバンヌと結婚
- ジャンヌ（1465年 - 1511年） - 1487年ブルボン公ジャン2世と結婚、1495年オーヴェルニュ伯ジャン3世と再婚
- ルネ（1468年 - 1534年） - フォントヴロー女子修道院長
- フランソワ（1470年 - 1495年） - ヴァンドーム伯[4]
- ルイ（1473年 - 1520年） - ラ・ロッシュ＝シュル＝ヨン公[4]
- シャルロット（1474年 - 1520年） - 1489年ヌヴェール伯アンジルベール（英語版）と結婚
- イザベル（1475年 - 1532年） - カーンのダーム女子修道院長

末娘の出産に際して死去、遺骸はヴァンドーム伯爵家の墓廟であったヴァンドームのサン＝ジョルジュ参事会教会（collégiate Saint-Georges de Vendôme）に葬られたが、この墓は現在は失われている。イザベルはカトリーヌ・ド・メディシスの曾祖母、ブルボン朝の開祖アンリ4世王の玄祖母に当たり、特に後者の事実を重んじたブルボン朝の王たちにより、ボーヴォー家は「王のいとこ（cousin du Roi）」の称号を認められた。

## 引用・脚注
1. ↑  Perrier 1906, p. 35.
2. ↑  McRae 2004, p. 12.
3. ↑  Du Tillet 1994, p. 220.
4. 1 2  Barbier 2002, p. 235.
5. ↑  Guy Antonetti, « Les princes étrangers », dans État et société en France aux XVIIe et XVIIIe siècles. Mélanges offerts à Yves Durand, Paris, Presses de l'Université de Paris-Sorbonne, 2000, p. 57 Lire en ligne.
6. ↑  Bougler, « Les écussons angevins au musée de Versailles. Beauvau », dans Revue de l'Anjou, 1853, p. 45-64 Lire en ligne.